# Canton du Port-1
Le canton du Port-1 est un ancien canton de l'île de La Réunion, département d'outre-mer français de l'océan Indien. Il était composé d'une fraction de la commune du Port.

## Histoire
Le canton a été créé par décret du 21 avril 1988 par scission du canton du Port.
Il a été supprimé par le décret du 24 février 2014 dans le cadre du redécoupage cantonal de 2014.

## Représentation
| Période | Période | Identité            | Étiquette | Qualité                                                                             |
| ------- | ------- | ------------------- | --------- | ----------------------------------------------------------------------------------- |
| 1985    | 1998    | Pierre Vergès       | PCR       | Maire du Port (1989-1994) Elu en 2001 dans le Canton du Port-2                      |
| 1998    | 2011    | Jean-Yves Langenier | PCR       | Maire du Port (1994-2014) Ancien conseiller général du Canton du Port-2 (1992-1998) |
| 2011    | 2015    | Pierre Vergès       | PCR       | Maire du Port (1989-1994) Ancien conseiller général du Canton du Port-2 (2001-2003) |